# Blepharosis griseirufa
Blepharosis griseirufa är en fjärilsart som beskrevs av George Francis Hampson 1894. Blepharosis griseirufa ingår i släktet Blepharosis och familjen nattflyn. Inga underarter finns listade i Catalogue of Life.